# Ljuba Krbová
Ljuba Krbová (* 5. července 1958 Hradec Králové) je česká herečka a sportovkyně, manželka spisovatele a novináře Ondřeje Neffa. Má jednu dceru, jmenuje se Anna - Marie, která se stala úspěšnou právničkou.

## Životopis
Pochází z pěti dětí. Už od mládí projevovala umělecké sklony. V dětském věku navštěvovala baletní přípravku Národního divadla. Již během studia herectví na Pražské konzervatoři vystupovala v televizním seriálu Zkoušky z dospělosti.
Je také televizní a seriálovou herečkou (např. Přítelkyně z domu smutku, Třetí patro, Ulice, Náměstíčko, Anna proletářka).
Hostuje ve Strašnickém divadle a v Divadle Bez zábradlí, účinkuje i v dabingu a spolupracuje s uměleckou skupinou OLDstars. Je potřetí vdaná, má jednu dceru. Jejím bratrem je Martin Krb.
Ve svém volném čase se věnuje čínskému bojovému umění wu-šu, ve kterém v roce 2001 reprezentovala i Českou republiku. Společnou zálibou manželů jsou úprava jejich japonské zahrady u jejich domu jižně od Prahy, cestování a fotografování.